# Kuźniaki (gromada)
Kuźniaki – dawna gromada, czyli najmniejsza jednostka podziału terytorialnego Polskiej Rzeczypospolitej Ludowej w latach 1954–1972.
Gromady, z gromadzkimi radami narodowymi (GRN) jako organami władzy najniższego stopnia na wsi, funkcjonowały od reformy reorganizującej administrację wiejską przeprowadzonej jesienią 1954 do momentu ich zniesienia z dniem 1 stycznia 1973, tym samym wypierając organizację gminną w latach 1954–1972.
Gromadę Kuźniaki z siedzibą GRN w Kuźniakach utworzono – jako jedną z 8759 gromad na obszarze Polski – w powiecie kieleckim w woj. kieleckim, na mocy uchwały nr 13c/54 WRN w Kielcach z dnia 29 września 1954. W skład jednostki weszły obszary dotychczasowych gromad Kuźniaki, Dobrzeszów, Nowek, Podewsie i Wólka Kłucka ze zniesionej gminy Snochowice w tymże powiecie. Dla gromady ustalono 19 członków gromadzkiej rady narodowej.
Gromadę zniesiono 31 grudnia 1959, a jej obszar włączono do gromad Grzymałków (wsie Wólka Kłucka i Kopytowo-Kołłątajów oraz kolonie Wiązowa Podgórze i Wrzoski) i Snochowice (wsie Kuźniaki, Dobrzeszów i Podewsie oraz kolonie Kuźniaki, Chrapy, Huta Jadwiga, Kuźniaki Karczma, Nowek i Czarny Las).